# Teleman (Band)
Teleman ist eine britische Alternative-Rock- bzw. Indie-Rock-Band, die sich 2012 in London formierte. Sie besteht aus den Brüdern Thomas Sanders (Gesang, Gitarre) und Johnny Sanders (Synthesizer) sowie Pete Cattermoul (Bass) und Hiro Amamiya (Schlagzeug). Der Name der Band bezieht sich auf den Barock-Komponisten Georg Philipp Telemann. Auf dessen Familiennamen waren die Sanders-Brüder in einem Wohltätigkeitsladen zufällig gestoßen. Außer Amamiya musizierten alle vorher in der Band Pete and the Pirates.

## Diskografie

### Alben
- 2014: Breakfast (Moshi Moshi Records)
- 2016: Brilliant Sanity (Moshi Moshi Records)
- 2016: Teleman (Eigenveröffentlichung)
- 2018: Family of Aliens (Moshi Moshi Records)
- 2023: Good Time/Hard Time (Moshi Moshi Records)

### Singles (Auswahl)
- 2013: Cristina (Moshi Moshi Records)
- 2014: 23 Floors Up (Moshi Moshi Records)
- 2016: Düsseldorf (Moshi Moshi Records)